# Главное разведывательное управление (Китай)
Главное разведывательное управление Генштаба НОАК, Второе управление Генштаба НОАК (кит. упр. 情报部, пиньинь Er Bu Qingbao Bu) — подразделение Генштаба НОАК, центральный орган военной разведки КНР, созданный в 1950 году.

## Функции
Основными направлениями деятельности Второго управления ГШ НОАК являются стратегическая и оперативно-тактическая разведка в интересах НОАК.

Цели и задачи военной разведки КНР:
- сбор и систематизация данных о перспективном развитии военно-политической обстановки в отдельных странах или регионах мира, состоянии их оборонной промышленности, состоянии вооруженных сил сопредельных стран, ведущих держав и держав — вероятных противников, а также планы их мобилизационного развертывания;
- ведение промышленно-экономической разведки;
- ведение политической разведки;
- ведение военно-экономической разведки;
- подрывная деятельность в перечисленных странах.
- сбор сведений о спецслужбах зарубежных стран, формах и методах их работы;
- участие в антитеррористической деятельности на территории КНР и за границей.

По вопросам обеспечения государственной безопасности, включая экономическую безопасность страны, разведка НОАК взаимодействует с Министерством государственной безопасности, Министерством общественной безопасности, таможенной и финансовой службами.

## Структура
Структурно ГРУ ГШ НОАК состоит из 7 управлений и подчиненных организаций и подразделений.

### Административные управления
- Политическое
- Административно-хозяйственное
- Охраны (военачальников и объектов НОАК)

### Оперативные управления
- 1-е: РУ военных округов
- 2-е: военных атташе
- 3-е: нелегальной разведки

- спецгруппа «Осенний сад» и агентурная сеть в политических организациях Тайваня.

### Информационно-аналитические управления ГРУ ГШ НОАК
- 4-е: информационное по СНГ и странам Восточной Европы
- 5-е: «-» по странам Запада
- 6-е: «-» по странам Азии и Ближнего Востока

### Технические управления
- 7-е: разработка оперативной техники.

В качестве научно-исследовательской и производственной базы 7-е управление использует следующие НИИ и центры:
- - 57-й НИИ МО
  - 58-й НИИ МО (разработка оперативной техники)
  - Вычислительный центр Пекинского университета транспорта
  - ВЦ ГРУ ГШ.
  - Завод электронных приборов «Байке» («Чайка»)
  - Пекинский завод электронных приборов
- Архивное
- Шифровальное

### РУ видов вооруженных сил и РУ военных округов НОАК
Главному разведывательному управлению оперативно подчинены РУ ВВС, ВМС, а также военных округов (Пекинский, Чэндуский, Гуанчжоуский, Цзинаньский, Ланьчжоуский, Нанкинский, Шэньянский), а также разведуправления гарнизонов (Пекинский, Шанхайский, Тяньцзиньский) с задачами
- Пекинский ВО — сбор информации по Вооруженным силам и госучреждениям всех стран, имеющих дипломатические представительства в КНР. Руководство работой РУ Шэньянского ВО
- Шэньяньский ВО — «-» России, стран Восточной Европы, Японии.
- Гуанчжоуский ВО — «-» Гонконга, Макао, о. Тайвань, Японии.
- Шанхайский ВО — «-» Западной Европы и Японии.
- Нанкинский ВО — «-» США.

## Дислокация
Основные учреждения ГРУ ГШ НОАК находятся на территории центрального аппарата министерства обороны КНР и генерального штаба НОАК в центральном районе Пекина — Сичэн, ул. Северной Аньдэли, 21. Значительная часть подразделений военной разведки расположена также в военном городке ГРУ в горном районе Сишань под Пекином (30 км северо-западнее столицы). Общая численность личного состава ГРУ ГШ НОАК составляет, по имеющимся данным, более 35 000 человек.
ГРУ Генштаба НОАК сотрудничает со спецслужбами других стран, в том числе с ФСБ РФ.
Кадры офицеров военной разведки готовятся на базе Военной академии международных отношений НОАК (бывшая Нанкинская дипломатическая академия). Органом военно-дипломатической мысли ГРУ ГШ НОАК является Академия стратегических исследований КНР.

## Сотрудники

### Руководство
Общее руководство и контроль за деятельностью ГРУ ГШ НОАК осуществляет Центральный военный совет КНР, подчиненный ЦК КПК. Оперативное руководство ГРУ ГШ НОАК осуществляет начальник Генерального штаба НОАК. Начальник ГРУ ГШ НОАК назначается на пост указом председателя КНР.
Начальники ГРУ ГШ НОАК:
- Люшао Вэнь (1954—1967)
- Чжан Бинь (1967—1975)
- У Сюцюань (1975—1978)
- Лю Гуанфу (1978—1982)
- Чжан Ань (1982—1985)
- Цао Синь (1985—1988)
- Сюн Гуанкай (1988—1992)
- Ло Юйдун (1992—1995)
- Цзи Шэндэ (1995—1999)
- Чэнь Кайцзен (1999—2001)
- Ло Юйдун (2001—2003)
- Хуан Бофу (2003—2006)
- Чэнь Сяогун (2006—2007)
- Ян Хуэй (2007—2011)
- Чэнь Юи[2] (2012—2016).
- Чэнь Гуаньцзюн (2016—2017)
- 2017 — н. в. — фамилия не разглашается.

### Другие сотрудники
Сюй Цзюньпин (徐俊平) — экс-директор Американского и Океанического бюро